# Makura no Danshi
Makura no Danshi (枕の男子, "Chicos de almohada"), también conocida como Makuranodanshi, es un anime o serie de televisión producida por Assez Finaud.
Empezó a transmitirse en Japón el 13 de julio de 2015.

## Argumento
Es una serie interactiva simulando una conversación con un chico, un episodio semanal y en su totalidad se presentan un total de 12 "chicos almohada" diferentes quienes duermen junto al espectador.

## Personajes
Mary/Merry (めりぃ, Merii?)
Seiyū : Natsuki Hanae
Chico almohada. Aparece en el primer y último capítulo de la serie.
Sōsuke Tanaka (田仲 聡輔, Tanaka Sōsuke?)
Seiyū: Daisuke Namikawa
Chico senpai, joven de 32 años. Aparece en el capítulo 2.
Kanade Hanamine (花嶺 奏, Hanamine Kanade?)
Seiyū: Yoshimasa Hosoya
Chico Música, tiene 18 años. Aparece en el capítulo 3.
Eiji Kijinami (雉子波 瑛治, Kijinami Eiji?)
Seiyū: Sora Takahata
Chico de Dialecto, niño de 14 años. Aparece en el capítulo 4.
Ryūshi Theodore Emori (永守・T・隆士, Emori Teodōru Ryūshi?)
Seiyū: Yūichirō Umehara
Chico Astronomía, joven de 20 años. Aparece en capítulo 5.
Yū Maiki (舞木 ユウ, Maiki Yū?)
Seiyū: Yoshitsugu Matsuoka
Chūni chico, tiene 15 años. Aparece en el capítulo 6.
Haruto Enokawa (可愛川 晴人, Enokawa Haruto?)
Seiyū: Ayumu Murase
Cherub chico, niño de 5 años. Aparece en el capítulo 7.
Nao Sasayama (笹山 直央, Sasayama Nao?)
Seiyū: Nobunaga Shimazaki
Riajū chico, joven de 21 años. Aparece en el capítulo 8.
Shirusu Mochizuki (望月 識, Mochidzuki Shirusu?) Seiyū: Kōsuke Toriumi
Chico Biblioteca, joven de 28 años. Aparece en el capítulo 9.  
Yonaga Chigiri (千切 夜長, Chigiri Yonaga?)
Seiyū: Daisuke Kishio
Chico arreglo de Flores, tiene 17 años y de hermano gemelo a Yayoi. Aparece en el capítulo 10 con su hermano.
Yayoi Chigiri (千切 夜宵, Chigiri Yayoi?)
Seiyū: Shinnosuke Tachibana
Chico arreglo de Flores, tiene 17 años y de hermano gemelo a Yonaga. Aparece en el capítulo 10 con su hermano.
Yuichirō Iida (飯田 由一郎, Īda Yuichirō?)
Seiyū: Toshiyuki Morikawa
Yatai chico, hombre de 41 años